# Johann Christian Stemler

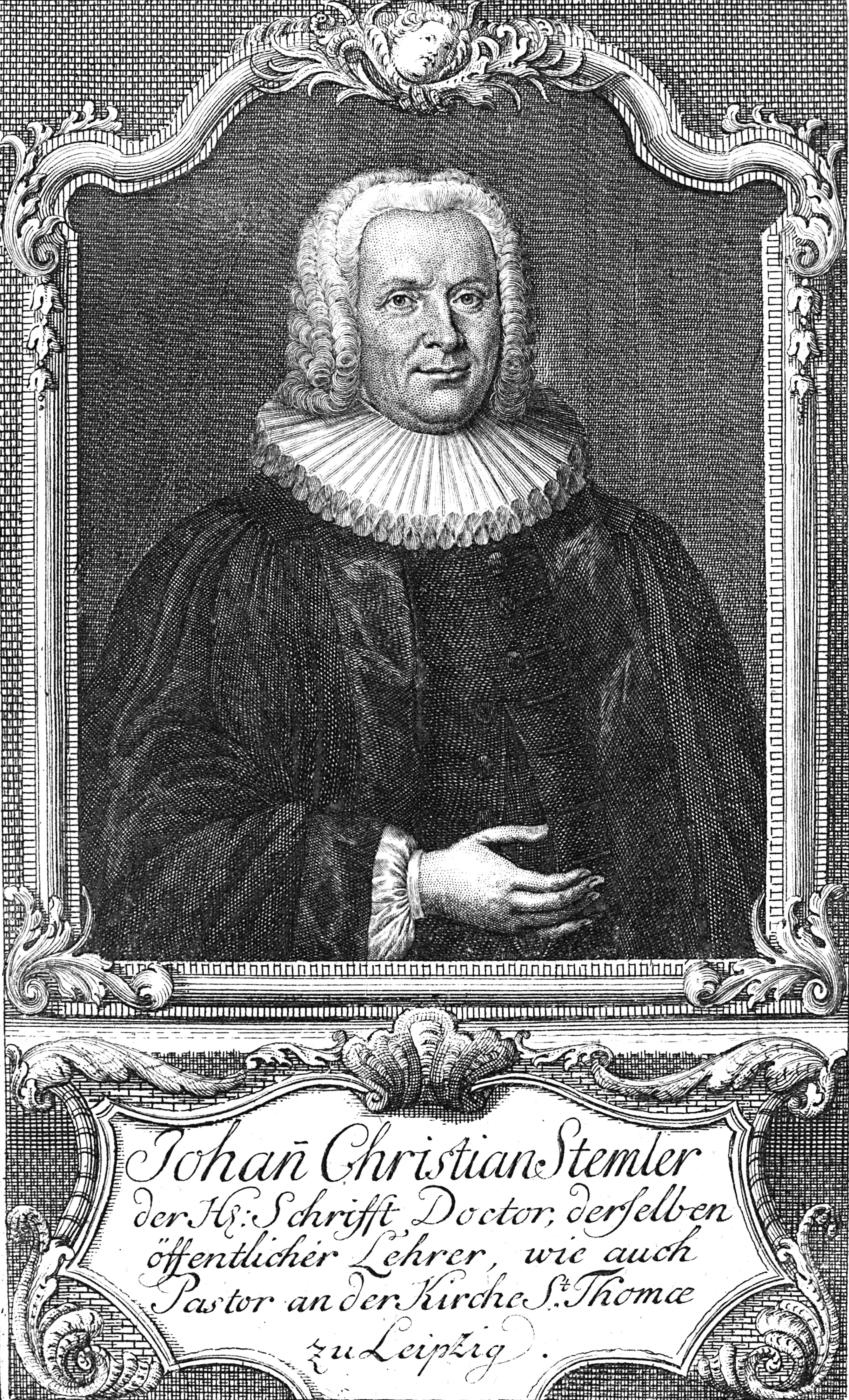
Johann Christian Stemler

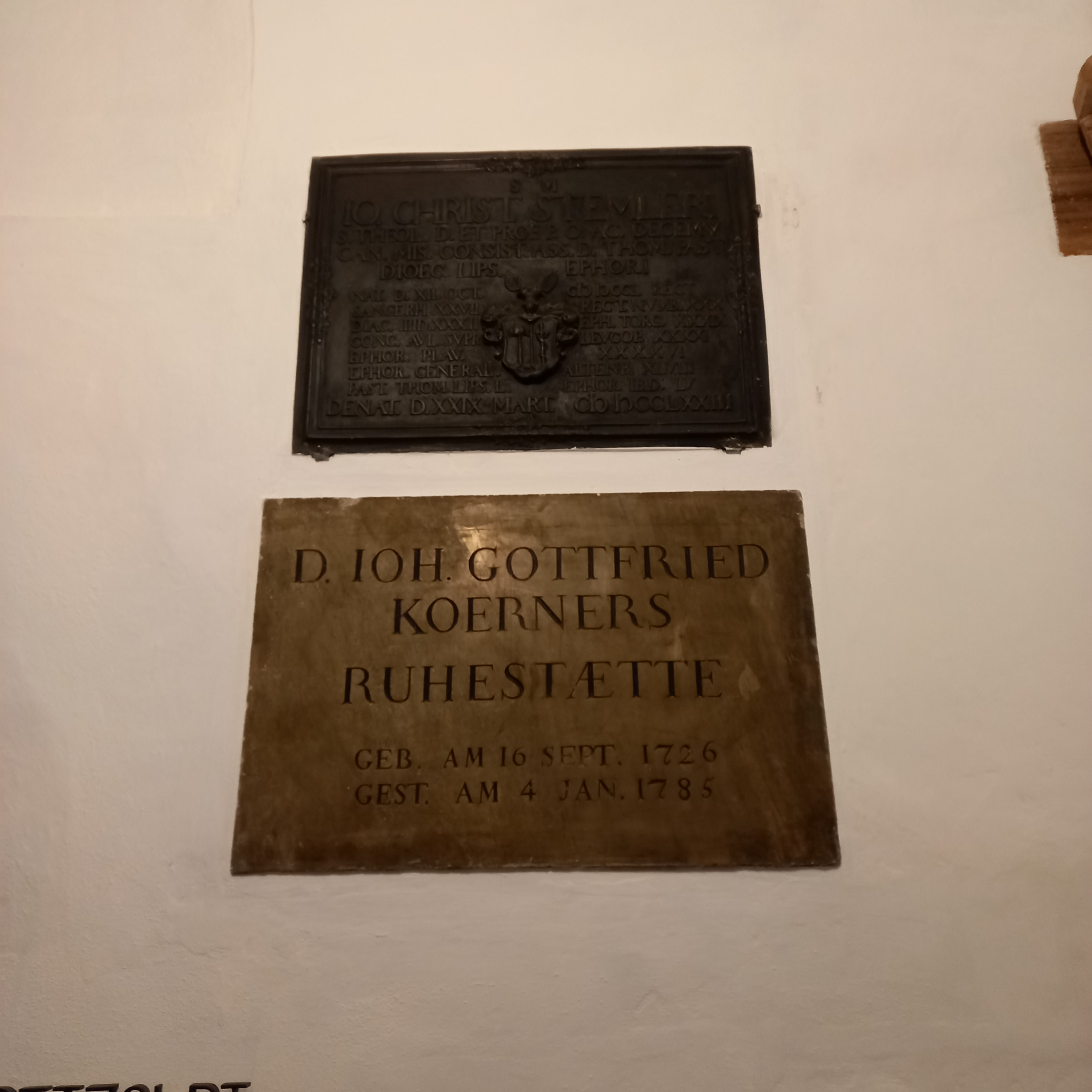
Das Grab von Johann Christian Stemler und dem Theologen Johann Gottfried Körner in der Thomaskirche (Leipzig)

Johann Christian Stemler (* 12. Oktober 1701 in Kopitzsch; † 29. März 1773 in Leipzig) war ein deutscher lutherischer Theologe.

## Leben
Stemler stammte aus einer weitverzweigten Gelehrtenfamilie und wurde als vierter Sohn des Pfarrers David Stemler (* 1. September 1671 in Kopitzsch; † 1724 ebd.) und dessen Frau Maria Katharina Zinßmann geboren. Er besuchte die Grundschule im Filial seines Vaters und wurde mit adligen Kindern von Privatlehrern ausgebildet. Danach besuchte er die Schule in Neustadt an der Orla, 1716 das Gymnasium in Arnstadt und 1717 die kurfürstliche Landesschule Pforta. 1721 begann er ein Studium der philosophischen und theologischen Wissenschaften an der Universität Leipzig, wobei er die Vorlesungen von Georg Philipp Olearius, August Friedrich Müller, Christian August Hausen der Jüngere, Johann Christoph Gösgen, Christian Ludovici, Johann Gottlob Carpzov, Johann Burckhardt Mencke, Salomo Deyling, Urban Gottfried Siber, Christian Friedrich Börner, Heinrich Klausing, Johann Schmid und Johann Gottlob Pfeiffer besuchte.
Während jener Zeit schulte er sich im Disputieren, übte Predigten und war als Hauslehrer tätig. 1727 wurde er  Baccalaurus und 1728 Magister der philosophischen Wissenschaften. Im selben Jahr 1728 erwarb er auch die Erlaubnis, als Magister legens an Hochschulen Vorlesungen halten zu können, wurde Rektor der Stadtschule von Sangerhausen, 1730 Rektor der Ratsschule in Naumburg, 1732 Subdiakon an der Wenzelkirche in Naumburg und 1739 Superintendent in Torgau. Während jener Zeit absolvierte er am 7. Februar 1741 in Leipzig das Lizentiat der Theologie und promovierte daselbst am 9. Februar 1741 zum Doktor der Theologie. 1742 wurde er Oberhofprediger des Herzogs Johann Adolf II. von Sachsen-Weißenfels, Konsistorialrat in Weißenfels und Generalsuperintendent des Fürstentums Querfurt und versah dazu ab 1743 die Gymnasialprofessur am Gymnasium Illustre in Weißenfels.
Nach dem Tod des Herzogs ging er 1746 als Superintendent nach Plauen. 1748 wurde er von Friedrich III. Sachsen-Gotha-Altenburg als Konsistorialrat und Generalsuperintendent des Fürstentums Altenburg verpflichtet. Er ging aber schon am 1. Januar 1751 als Pfarrer an die St. Thomaskirche in Leipzig, wurde im März desselben Jahres Professor der Theologie an der Universität Leipzig, damit Kanoniker in Zeitz, wurde am 29. April 1756 als Superintendent von Leipzig eingeführt, war Assessor am Konsistorium, zweiter Professor der Theologie, damit Kanoniker in Meißen und Decemvir der Leipziger Hochschule. Stemlers theologischer Standpunkt war der einer gemäßigten lutherischen Orthodoxie, aber ohne Streitsucht.

## Werke (Auswahl)
- Concilatio Petri et Pauli in articulo de magistratibus politicis. Leipzig 1727
- De sacris gentilium quibus se suamque vitam pro salute principum devoverunt. Leipzig 1728
- De odio clericorum in capellas et earum conditores ex historia medii aevi. Leipzig 1728
- Pietas christianorum erga principes et magistratus profanos, precibus pro eorum salute declarata. Leipzig 1729
- Num constituendi sint Romanorum censores in republica christiana. 1729
- Prudentia piorum ecclesiae nostrae confessorum Augustana confessione conspicua. Naumburg 1730
- Von den Verdiensten der Rechtsgelehrten um die christliche Religion. Naumburg 1731
- Von historischen Kleinigkeiten. 1731
- De indignis praeceptorum scholasticorum praemiis. Naumburg  1732
- Allen Allerley, in einigen geistlichen Reden. Leipzig 1739
- Denkmal der Güte Gottes ... Leipzig 1740
- Commentatio I de ἁκριβείᾳ in sacri muneris administratione nostra imprimis aetate necessaria. Torgau 1740
- De interpretationibus scripturae sacrae … Diss. prior pro Licentia supremos in Theol. honores consequendi. 1741
- Dissertatio posterior quum Theologiae Doctoris gradum legitime capesseret. Leipzig 1741
- Wege Gottes in Christo, in einer Abzugspredigt zu Torgau, Anzugspredigt zu Weißenfels und Investiturpredigt zu Heldrungen. Leipzig 1742
- Historie und Führung des Lebens Johann Martin Schamelii ... Leipzig 1743
- Programma de aucta aetate nostra studii theologici difficultate. Weißenfels 1743
- Fünf Predigten. Leipzig 1746
- Das Andenken der Gräflich Seckendorf’schen Jubelfeyer zu Meuselwitz. Altenburg 1749
- Letzte Reden, welche er bei seinem Abschiede von Altenburg gehalten. Altenburg 1750
- Erste Reden, welche er … in Leipzig gehalten. 1751
- Denkmal der Leipziger Jubelfeyer zum Andenken des Augsburger Religionsfriedens. Leipzig 1756
- De meritis Philippi Melanchthonis in academiam Lipsiensem. Leipzig 1760
- Synodi Tridentinae de celebrandis diebus festis decretum expensum. Leipzig 1762
- Programma de cavendis historiae Reformationis corruptelis. Leipzig 1770
- Programma de minuendis festorum dierum in ecclesia multitudine. Leipzig 1770